# シアワセ気分!
シアワセ気分!（シアワセきぶん!）は、RNC西日本放送で放送されている情報番組。『とことん!土曜〜び!!』の後番組で2010年10月2日に放送開始。放送開始から1年間は午後に放送されていたが、2011年から午前中の放送に変わった。

## 概要
放送対象地域である香川県・岡山県を中心に、周辺中国・四国地方にある店舗や名所を紹介するロケが主体の情報番組である。前半は、毎週決められるテーマに沿ったロケ、後半はコーナー企画で構成されている。また、イベント時には中継が出ることがある。なお毎週、視聴者プレゼントが出されている。
2011年9月27日（26日深夜）まで火曜日（月曜日深夜）1:29～1:59に再放送（ロケVTRを放送、スタジオ部分をカット）を行っていた。

## 主なコーナー
産直&道の駅へレッツゴー
毎週産地直送市場や道の駅を巡るコーナー。
ええもんめっけ! カジアルキ
毎週香川・岡山の町に焦点を当て、梶つよしがぶらりと歩きながら気になるスポットを見つけていくロケ企画。
わが町の殿堂
毎週1つの企業や職人について、その製造過程や歴史を紹介し、殿堂に認定していくコーナー。リポーターは無く、亀谷哲也のナレーションによって進行する。
シアワセ法律相談所（2014年3月終了）
毎週アディーレ法律事務所所属の弁護士が、視聴者から寄せられた身近な法律問題についての疑問に答えるコーナー。

## 出演者
- 梶つよし（2012年4月～）
- 宮宇地美穂
- 奥田麻衣 (2012年4月～）
- 石井奏美
- 野並正佑

### 過去の出演者
- 野口恵（番組開始～2011年3月）
- 磯部恵美（番組開始～2011年3月）
- 岸猛（2011年4月～2012年3月）
- 荻野仁美 (2015年3月28日放送分まで)
- 堺瞳 (2015年4月～2016年3月)
- 中桐康介
- 藤田崇寛